# Forsikringsselskabet Brandkassen
Forsikringsselskabet Brandkassen var et dansk gensidigt forsikringsselskab, grundlagt 1848 på "Krogården" i Lille Skensved uden for Køge, under navnet Gl. Roskilde Amts Brandforsikring G/S.
Forsikringsselskabet skulle, i modsætning til de eksisterende selskaber, der kun omfattede landbygninger, kunne forsikre landbygningernes indre, fx dyr, afgrøder, indbo, redskaber og løsøre.
Forsikringsselskabet blev stiftet som et gensidigt selskab, hvor de gårdejere og husmænd, der gik med i selskabet, forpligtede sig til sammen at erstatte og genopføre de medlemmers bygninger og indbo, der blev ødelagt ved brand. Dengang indbetaltes der ikke forsikringspræmier som i dag. Derimod skulle alle medlemmerne bidrage økonomisk, når et medlems ejendom var brændt.
Gl. Roskilde Amts Brandforsikring G/S – senere kaldet Forsikringsselskabet Brandkassen G/S – forsøgte gennem alle årene at eksistere som et lille forsikringsselskab med en stærk tilknytning til egnen i og omkring Roskilde. I 2013 trådte selskabet i likvidation.